# Conrad Hansen
Conrad Hansen (Lippstadt, 24 de noviembre de 1906 - Hamburgo, 22 de junio de 2002) fue un pianista alemán. Fue galardonado con la medalla Brahms de la ciudad hanseática de Hamburgo, un premio que han recibido también Günter Wand o Yehudi Menuhin. La Escuela de Música de Lippstadt (enlace en alemán) lleva hoy su nombre.

## Carrera
Hansen inició las clases de piano a los 8 años, y dio sus primeros conciertos públicos a los 10. En 1922 se trasladó a Berlín, para estudiar con Edwin Fischer, y cinco años más tarde debutó con la Filarmónica berlinesa. Su fama procede, sobre todo, de la interpretación de las obras de Ludwig van Beethoven; entre sus discos más memorables se recuerda la grabación en 1943 del cuarto concierto para piano, junto con la Filarmónica de Berlín, dirigida por Wilhelm Furtwängler.
Aparte de su tarea interpretativa, fue un reputado profesor, cofundador de la Escuela Superior de Música de Detmold. En 1960 sustituyó al pianista letón Eduard Erdmann al frente de la Escuela Superior de Hamburgo; en los últimos años de su vida pasó a impartir clases en Lübeck.
- Datos: Q90013